# 吾妻倉庫地区

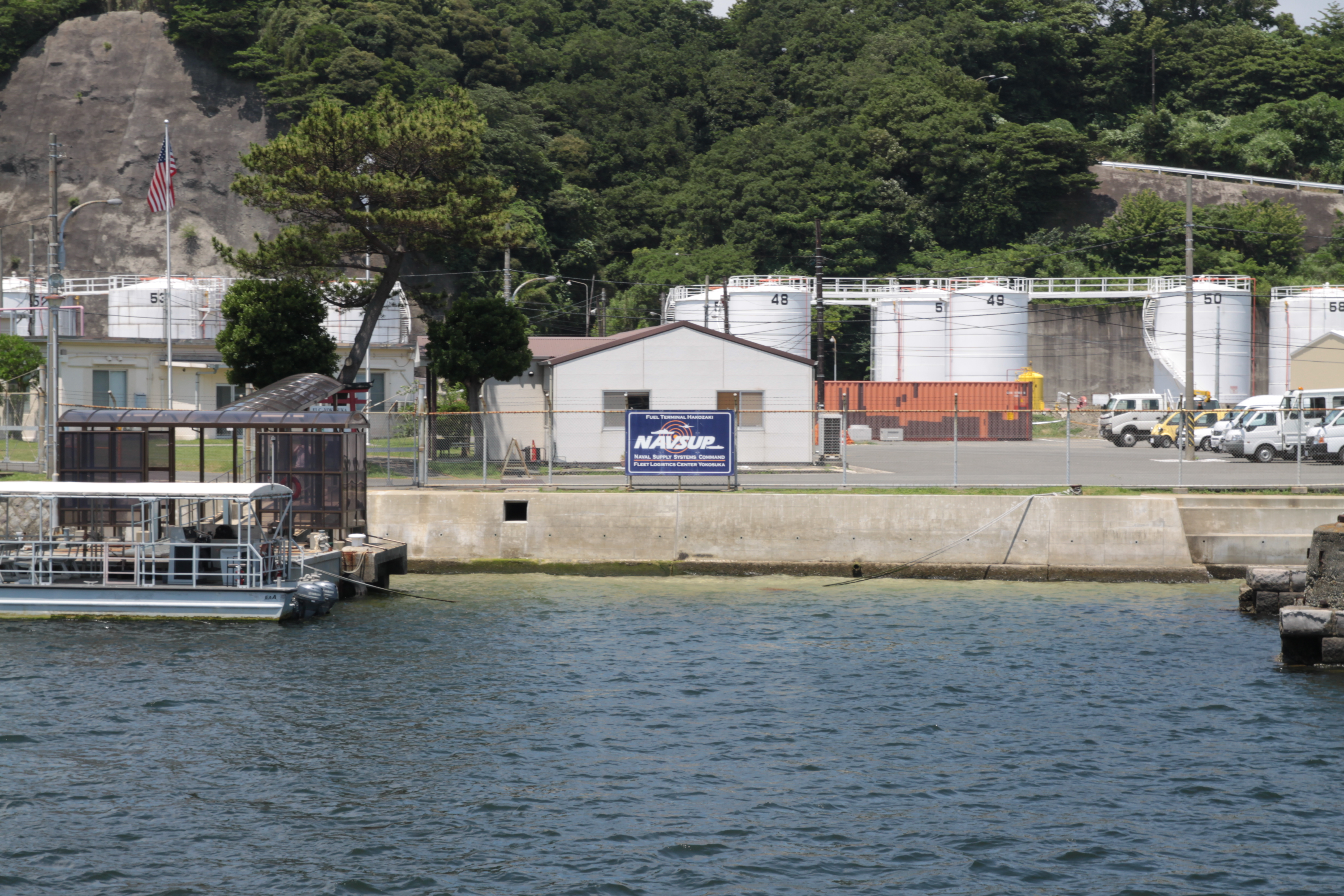
新井掘割から撮影した吾妻倉庫地区

吾妻倉庫地区（あづまそうこちく, Azuma Storage Area FAC3090）は、神奈川県横須賀市北部に所在する在日アメリカ海軍の貯油施設である。東京湾内の吾妻島にある貯油施設および対岸の田浦送油施設からなる。タンカーによって運ばれた各種燃料を陸揚げし、艦船用燃料はそのまま島内のタンクで貯蔵する。

## 概要
- 所在地：神奈川横須賀市
- 沿革：旧海軍箱崎貯油所を1945年（昭和20年）9月2日に米軍が接収[1]
- 管理部隊:在日アメリカ海軍横須賀補給センター
- 従業員数:約150名
- 敷地面積：802,255m2
- タンク：37基